# Jugoslovanska hokejska liga 1956/57
Sezona 1956/57 jugoslovanske hokejske lige je bila štirinajsta sezona jugoslovanskega prvenstva v hokeju na ledu. Naslov jugoslovanskega prvaka so prvič osvojili hokejisti slovenskega kluba HK Jesenice. O naslovu prvaka je odločal turnir v Beogradu, ki je potekal med 1. in 4. februarjem 1957.

## Turnir za prvaka
|  | HK Crvena Zvezda | 1:5 | HK Acroni Jesenice | Beograd |

| Poročilo tekme | Poročilo tekme | Poročilo tekme | Poročilo tekme | Poročilo tekme |
| -------------- | -------------- | -------------- | -------------- | -------------- |
|                |                |                |                |                |

|  | HK Acroni Jesenice | (neodločeno) | HK Ljubljana | Beograd |

| Poročilo tekme | Poročilo tekme | Poročilo tekme | Poročilo tekme | Poročilo tekme |
| -------------- | -------------- | -------------- | -------------- | -------------- |
|                |                |                |                |                |

|  | HK Partizan Beograd | 2:6 | HK Acroni Jesenice | Beograd |

| Poročilo tekme | Poročilo tekme | Poročilo tekme | Poročilo tekme | Poročilo tekme |
| -------------- | -------------- | -------------- | -------------- | -------------- |
|                |                |                |                |                |

## Končni vrstni red
1. HK Jesenice
2. HK Partizan Beograd
3. HK Ljubljana
4. HK Crvena Zvezda
5. HK Drvodjelac Varaždin